# 남곡초등학교 (경남)
남곡초등학교는 대한민국 경상남도 창녕군 남지읍 고곡길 30 (고곡리)에 있었던 초등학교이다.

## 연혁
- 1933년 4월 20일 남지공립보통학교 고곡간이학교 개교
- 1944년 4월 1일 남곡국민학교로 인가
- 1982년 3월 5일 병설유치원 개원
- 1996년 3월 1일 남곡초등학교로 개칭
- 1999년 3월 1일 반포분교장, 월상분교장 통폐합
- 2003년 3월 1일 폐교